# Éric Boullier
Éric Boullier (Laval, 9 novembre 1973) è un imprenditore e dirigente sportivo francese, Racing Director di McLaren Renault sino a luglio 2018. È stato dal 2009 al 2014 presidente della Lotus F1 Team.

## Biografia
Éric Boullier si è laureato in Ingegneria Aerospaziale all'Institut Polytechnique des Sciences Avancées.
Nel 2002 diventa Chef Engineer presso la Racing Engineering, responsabile del programma World Series by Nissan. 
All'inizio del 2003, si è trasferito ai francesi della DAMS per diventare direttore tecnico.
Alla fine del 2008, Boullier è diventato il CEO di Gravity Sport Management, responsabile di molti giovani piloti tra cui Ho-Pin Tung, Adrien Tambay, Jerome d'Ambrosio e Christian Vietoris. 
Dopo la stagione 2009, la Renault F1 è stata acquistata dalla società di investimento Genii Capital. Una delle figure di spicco della Genii è Gerard López, importante sostenitore di Gravity Sport. Il 5 gennaio 2010, Boullier è stato annunciato come nuovo team principal, pur non avendo mai lavorato in Formula Uno prima. Il team Renault F1 è arrivato quinto nel Mondiale Costruttori nel 2010 e, dopo il ritiro della Renault, il team Lotus Renault GP è arrivato quinto nella classifica Costruttori mondiali campionato nel 2011 . Per il 2012 e 2013, Boullier è rimasto come team principal. Si è dimesso il 24 gennaio 2014.
Il 29 gennaio dello stesso anno, Boullier è stato nominato direttore sportivo della McLaren sotto Ron Dennis, Presidente e Amministratore Delegato di McLaren Group. L'annuncio è stato fatto come parte di una più ampia opera di revisione di senior management presso l'unità di corsa del Gruppo McLaren.
Il 4 luglio 2018 McLaren, con un comunicato stampa, annuncia le dimissioni, con effetto immediato, di Boullier, in seguito alle scarse performance del team nella prima metà della stagione di F1.
Nel febbraio 2019, Boullier è entrato a far parte dell'organizzazione del Gran Premio di Francia in qualità di consulente operativo e ambasciatore, ed è stato nominato amministratore delegato nel gennaio 2020.